# Oxney, Dover
Oxney var en civil parish fram till 1935 då den blev en del av St Margaret's at Cliffe och Langdon, i grevskapet Kent, i England. Civil parish var belägen 6 km från Dover och hade 8 invånare år 1931.